# Claire Pinheiro
Claire Pinheiro (* 24. Mai 1948 in Paris; † 28. September 1999 in Clamart) war eine französische Filmeditorin und Tongestalterin.

## Leben
Claire Pinheiro stieg Anfang der 1980er Jahre als Tongestalterin ins Filmgeschäft ein. Georges Lautners Filmkomödie Ist das wirklich Liebe, Liebling? (1981) mit Miou-Miou in der Hauptrolle war ihre erste Arbeit im Bereich Tonschnitt. Bei Bruno Nuyttens preisgekrönter Filmbiografie Camille Claudel mit Isabelle Adjani und Gérard Depardieu war Pinheiro 1988 für den Tonschnitt verantwortlich, ebenso 1990 bei Robert Altmans Vincent und Theo und 1992 bei der Camus-Verfilmung Die Pest. 
Ab 1982 war sie auch als Filmeditorin tätig. Als solche kam sie mehrfach unter der Regie von José Pinheiro zum Einsatz, so bei Schattenmund (1983), einem Film, der Claire Pinheiro eine César-Nominierung in der Kategorie Bester Schnitt einbrachte, sowie bei dem Thriller Der Panther (1985) mit Alain Delon. Ein weiterer Film, für den sie den Schnitt anfertigte, war Alexandre Jardins Liebeskomödie Fanfan & Alexandre (1993) mit Sophie Marceau und Vincent Perez. Zuletzt war Pinheiro 1996 beim Film aktiv.

## Filmografie (Auswahl)
Tonschnitt
- 1981: Ist das wirklich Liebe, Liebling? (Est-ce bien raisonnable?)
- 1982: Die Handlanger (Légitime violence)
- 1983: Kopfjagd – Preis der Angst (Le Prix du danger)
- 1984: Die Piratin (La Pirate)
- 1985: Das Attentat (Urgence)
- 1988: Camille Claudel
- 1990: Vincent und Theo (Vincent & Theo)
- 1992: Die Pest (La Peste)
- 1994: Kabloonak

Filmschnitt
- 1982: Le Mur blanc (Kurzfilm)
- 1982: Family Rock
- 1983: Schattenmund (Les Mots pour le dire)
- 1985: Der Panther (Parole de flic)
- 1987: Töte, was du liebst! (Mon bel amour, ma déchirure)
- 1990: La Femme fardée
- 1991: Niklaus & Sammy
- 1992: Die Hinterhofkapitalisten (2 bis, rue de la Combine)
- 1993: Fanfan & Alexandre (Fanfan)
- 1994: Kabloonak
- 1994: Les Faussaires
- 1996: Macadam tribu

## Auszeichnungen
- 1984: Nominierung für den César in der Kategorie Bester Schnitt für Schattenmund